# Verdal (przystanek kolejowy)
Verdal (HiNT) – stacja kolejowa w Verdal, w okręgu Trøndelag w Norwegii, jest oddalony od Trondheim o 96,23. Stacja leży 6,6 m n.p.m.

## Ruch pasażerski
Należy do linii Nordlandsbanen. Jest elementem kolei aglomeracyjnej w Trondheim i obsługuje lokalny ruch do Trondheim S i Steinkjer.  Pociągi odjeżdżają co pół godziny w godzinach szczytu i co godzinę poza szczytem.

## Obsługa pasażerów
Wiata, poczekalnia, automat biletowy, parking na 15 miejsc, schowki bagażowe, parking rowerowy, przystanek autobusowy, postój taksówek. Odprawa podróżnych odbywa się w pociągu.